# Szilvia Mednyánszky
Szilvia Mednyánszky, född den 2 januari 1971 i Győr, Ungern, är en ungersk kanotist.
Hon tog bland annat VM-guld i K-4 200 meter i samband med sprintvärldsmästerskapen i kanotsport 1994 i Mexico City.